# Tommaso Marini
Tommaso Marini, né le 17 avril 2000 à Ancône, est un escrimeur italien pratiquant le fleuret. Il est champion du monde en 2023.

## Carrière
Révélé à l'âge de 19 ans avec une finale perdue au Grand prix d'Anaheim en 2019, Marini atteint le plus haut niveau mondial au cours de la saison 2021-2022, gagnant un tournoi de Coupe du monde à Belgrade et un Grand Prix à Incheon. Aux championnats d'Europe, cette année là, il réalise un parcours sans faute en poule et sort premier au classement général. Avec ce statut, Marini rejoint sans heurt la finale, mais tombe contre son compatriote Daniele Garozzo (9-15). Il est de nouveau finaliste aux championnats du monde, éliminant notamment Gerek Meinhardt (15-13), Alaaeldin Abouelkassem (15-9) et le champion olympique Cheung Ka Long (15-12). Marini fait figure de favori contre le Français Enzo Lefort qui, bien que champion du monde en titre, n'a guère brillé durant la saison. Marini se retrouve rapidement mené 4-10, puis 11-14, mais égalise les deux fois à 10-10 et 14-14. Il ne parvient pas à conclure l'assaut victorieusement, tombant dans le piège tendu par le français en attaquant alors que ce dernier a préparé une parade, et doit se contenter de nouveau d'une médaille d'argent.
En 2024 il participe à Ballando con le stelle saison 19.

## Palmarès
- Jeux olympiques
  -  Médaille d'argent par équipes en 2024 à Paris

- Championnats du monde
  -  Médaille d'or par équipes aux championnats du monde 2022 au Caire
  -  Médaille d'or en individuel aux championnats du monde 2023 à Milan
  -  Médaille d'argent en individuel aux championnats du monde 2022 au Caire

- Championnats d'Europe
  -  Médaille d'or par équipes aux championnats d'Europe 2022 à Antalya
  -  Médaille d'or par équipes aux championnats d'Europe 2023 (Jeux européens) à Cracovie
  -  Médaille d'or en individuel aux championnats d'Europe 2024 à Bâle
  -  Médaille d'or par équipes aux championnats d'Europe 2025 à Gênes
  -  Médaille d'argent en individuel aux championnats d'Europe 2022 à Antalya
  -  Médaille de bronze en individuel aux championnats d'Europe 2025 à Gênes

## Classement en fin de saison
| Année | 2018 | 2019 | 2020 | 2021 | 2022 | 2023 |
| ----- | ---- | ---- | ---- | ---- | ---- | ---- |
| Rang  | 97   | 17   | 24   | 38   | 1    | 3    |